# Ian Corbett
Ian F. Corbett est un astrophysicien allemand, secrétaire général de l'Union astronomique internationale de 2009 à 2012.